# Lonsdale (kleding)
Lonsdale is een kledingmerk, dat oorspronkelijk bedoeld was voor boksers.

## Ontstaan
Lonsdale dankt zijn naam aan Hugh Cecil Lowther, vijfde graaf van Lonsdale. Lord Lonsdale organiseerde in 1909 het professionele boksen in Engeland en was de president van de National Sporting Club of Britain. Elke bokser die kampioen werd en zijn kampioenschap drie keer verdedigde kreeg de Lonsdale-gordel. Bernard Hart, een ex-bokser, ging in de jaren zestig naar de erven van Lord Lonsdale toe en vroeg toestemming voor het gebruik van zijn naam voor bokskleding. Hij kreeg die toestemming en Bernard Hart begon met het maken van kleding speciaal voor boksers.
In 1979 kocht Paul Weller van de band The Jam wat Lonsdale-T-shirts en zorgde zo voor een goed imago voor Lonsdale, waardoor ook niet-boksers de kleding begonnen te dragen. Vanaf de jaren tachtig en negentig werd Lonsdale vooral populair onder punks en zowel linkse als rechtse skinheads. Na de eeuwwisseling werd het merk ook populair onder Nederlandse gabbers.
Lonsdale-kleding is door veel beroemde boksers gedragen, bijvoorbeeld Muhammad Ali, Henry Cooper, Mike Tyson en Lennox Lewis.
De keten heeft tien winkels in verschillende delen van Nederland. Ook in Italië is Lonsdale een zeer populair merk.

## Extreemrechts imago
Het merk wordt in Nederland, tegen wil en dank, in verband gebracht met neo-nazisme en extreemrechts, omdat dit merk zich door sommige neonazi's als een soort 'huismerk' is toegeëigend: onder een halfopen jas blijven van de naam slechts de letters NSDA zichtbaar, wat aan de NSDAP doet denken. Een gedeelte van de Lonsdaledragers ontkennen echter extreemrechtse sympathieën te hebben en verklaren het merk alleen te dragen omdat zij het mooi vinden. Lonsdale zelf is niet blij met dit imago en probeerde dit dan ook te veranderen, door bijvoorbeeld het uitbrengen van een T-shirt met de tekst "Lonsdale loves all colours" en het steunen van anti-racismedemonstraties.
In Nederland maakten in januari 2005 twee Groningse disco's bekend bezoekers die kleding van het merk Lonsdale of Karl Kani dragen, de toegang tot de disco te willen ontzeggen. Koninklijke Horeca Nederland had geen bezwaar tegen het verbod, omdat er niet op huidskleur, ras of geloof gediscrimineerd wordt, maar op kleding. De betreffende discotheken deden een vooraankondiging van het in te voeren verbod. Hier gingen de media uitgebreid op in. Deze actie had grote tumult vanuit de samenleving tot gevolg. Naar aanleiding hiervan is het verbod in allerijl teruggedraaid.
Half april 2005 maakte kledingketen London Mode bekend dat het stopt met de verkoop van Lonsdale in Nederland, vanwege de associatie met rechts-extremisten. Directeur Paul Compagne van London Mode reageerde boos op de politiek en de media: "Wij willen niet stoppen met de verkoop van Lonsdale, want het is geen racistisch merk. Maar als zelfs een minister de term 'Lonsdalers' als aanduiding voor extreemrechtse jongeren gaat gebruiken, is er geen houden meer aan."
Uit een rapport uit 2005 dat is opgesteld door de AIVD bleek dat het merk Lonsdale onterecht wordt betiteld als extreemrechts. Volgens de AIVD is het overgrote deel van de 'Lonsdalejongeren' namelijk vooralsnog niet rechts-extremistisch en is er zeker geen sprake van een landelijke organisatie van jongeren. Ook worden zij vooralsnog niet massaal en systematisch gerekruteerd door extreemrechtse partijen. Volgens de AIVD zijn de problemen met de Lonsdalejongeren in de media uitvergroot. Uit het rapport blijkt dat slechts een klein percentage (5%) van de gabbers daadwerkelijk een racistische ideologie aanhangt. Wel zijn xenofobie, nationalisme en frustraties over de multiculturele samenleving volgens de AIVD 'breed gedragen gevoelens' binnen de gabbercultuur. In een vervolgonderzoek uit 2006 concludeert de AIVD dat het verschijnsel Lonsdalejongeren in toenemende mate tot openbare orde-problemen leidt en daarmee in een mogelijke bedreiging van de democratische rechtsorde zal uitmonden.
Anno 2016 is het verschijnsel Lonsdalejongeren vrijwel geheel verdwenen uit het Nederlandse straatbeeld. Het merk werd onder meer als populairste merk verkozen door Madonna.

## Naamsgebruik
In 2005 werd een Nederlands merk gelanceerd dat duidelijk inspeelde op het rechts-extremistische imago van Lonsdale. Zowel de naam als de vorm van het logo doen zeer sterk denken aan Lonsdale. Het woord NLonsdeel staat hier voor Nederland ons deel.